# Naturschutzgebiet Sytenwald
Das Naturschutzgebiet Sytenwald ist ein Feuchtgebiet und ein Naturschutzgebiet (IUCN Nr. 148662) im Berner Oberland.

## Geografie
Das 14,4 Hektar grosse Schutzgebiet liegt nordwestlich von Meiringen zwischen der Aare, die in diesem Abschnitt zum Schutz vor Hochwasser seit dem 19. Jahrhundert kanalisiert ist, sowie der Bahnlinie Interlaken-Meiringen der Zentralbahn auf der Südseite und dem steilen Berghang unterhalb der Ortschaft Brünigen auf der Nordseite. Der durch mehrere hohe Felswände wie den Birglennollen und die Schilligsflue abgestufte Berg ist fast ganz von Wald bedeckt; die Bereiche nahe am Hangfuss und am Feuchtgebiet heissen Sytenwald, Birglenwald und Riedwald. Bei der Anlage der Seitendämme an der begradigten Aare blieb der schmale Rand der ehemaligen sumpfigen Schwemmebene Aarboden ausgespart. Die Landschaft liegt auf 580 m ü. M.
Durch die Fläche  In der Syten fliesst der Hüsenbach, dessen Quellbäche auf dem Hasliberg entspringen. Der Bach wird zusätzlich von einer starken Quelle in der Flur Funtenen am Rand des Schutzgebiets gespiesen und mündet danach im Gebiet Gärberswychel in die Aare.
Im östlichen Abschnitt des Schutzgebiets mit dem Flurnamen Junzlen stand noch im frühen 20. Jahrhundert auf der Fläche zwischen Aare und Hüsenbach ein Auwald, der ungefähr 10 Hektar gross war. Im Zweiten Weltkrieg wurde ein Teil davon gerodet und urbarisiert, und danach befand sich im Gebiet ein Kieswerk; die damals entstandenen Baggerseen bilden heute ein wertvolles Element der Gewässerlandschaft Sytenwald; der Funtenensee liegt im Naturschutzgebiet.

## Schutzgebiet von nationaler Bedeutung
Das Naturschutzgebiet «Sytenwald» ist ein 1992 ausgewiesenes Naturschutzgebiet, das im Bundesinventar der Auengebiete von nationaler Bedeutung verzeichnet ist. Zusammen mit dem Schutzgebiet Jägglisglunte 5,5, Kilometer weiter westlich bildet es einen Rest der ursprünglichen Naturlandschaft in der Aareebene zwischen Meiringen und dem Brienzersee.
Das Biotop weist mit dem Schilfbestand, den Hecken und dem Auwald sowie Trockenrasen eine reiche Pflanzenwelt auf und ist mit dem Feuchtgebiet und der Nähe zum Bergwald ein wichtiges Habitat für Insekten, Amphibien, Reptilien, Fische und Vögel.
Die Dorfgemeinde Meiringen und die Bernischen Kraftwerke führten 2017 bis 2019 als Ersatzmassnahme für Kraftwerkausbauten das «Renaturierungsprojekt Sytenwald» durch. Die Arbeiten wurden aus dem Renaturierungsfonds des Kantons Bern unterstützt. Ein Landtausch ermöglichte es, die Fläche des Schutzgebiets zu erweitern. Der Hüsenbach wurde um 1250 Meter verlängert, damit er durch den ganzen Sytenwald fliessen kann. Er nimmt jetzt auch den Schwendlenbach auf,  bevor er unter der Bahnlinie in die Aare fliesst. Die neue Mündung erlaubt es den Seeforellen, zu neuen Laichgebieten im Sytenwald zu gelangen. Eine neu gestaltete Tümpellandschaft neben der Bahnlinie soll der Population von Gelbbauchunken und auch den Libellen einen besseren Lebensraum bieten.
Bei den Grabarbeiten zur Revitalisierung des Hüsenbachs kam 2017 eine alte Schadstoffdeponie zum Vorschein, die von der Schwellenkorporation Meiringen und der Schweizer Armee beseitigt werden musste.